# Liste der Kulturdenkmale in Möbisburg-Rhoda
Die Liste der Kulturdenkmale in Möbisburg-Rhoda enthält die Kulturdenkmale des Stadtteils Möbisburg-Rhoda der thüringischen Landeshauptstadt Erfurt, die vom Thüringischen Landesamt für Denkmalpflege und Archäologie als Bau- und Kunstdenkmale auf dem Gebiet der Stadt mit Stand vom 20. März 2014 erfasst wurden.

## Legende
- Bild: zeigt ein Bild des Kulturdenkmals und gegebenenfalls einen Link zu weiteren Fotos des Kulturdenkmals im Medienarchiv Wikimedia Commons
- Bezeichnung: Name, Bezeichnung oder die Art des Kulturdenkmals
- Lage: Wenn vorhanden Straßenname und Hausnummer des Kulturdenkmals; Grundsortierung der Liste erfolgt nach dieser Adresse. Der Link Karte führt zu verschiedenen Kartendarstellungen und nennt die Koordinaten des Kulturdenkmals.
 Kartenansicht, um Koordinaten zu setzen – in dieser Kartenansicht sind Kulturdenkmale ohne Koordinaten mit einem roten bzw. orangen Marker dargestellt und können in der Karte gesetzt werden. Kulturdenkmale ohne Bild sind mit einem blauen bzw. roten Marker gekennzeichnet, Kulturdenkmale mit Bild mit einem grünen bzw. orangen Marker.
- Datierung: gibt das Jahr der Fertigstellung beziehungsweise das Datum der Erstnennung oder den Zeitraum der Errichtung an
- Beschreibung: bauliche und geschichtliche Einzelheiten des Kulturdenkmals, vorzugsweise die Denkmaleigenschaften
- ID: Die ID identifiziert das Kulturdenkmal eindeutig. In Thüringen sind aktuell keine IDs veröffentlicht. In der ID-Spalte kann sich auch folgendes Icon  befinden, dies führt zu Angaben zu diesem Kulturdenkmal bei Wikidata.

## Liste der Kulturdenkmale in Möbisburg
| Bild                                    | Bezeichnung                        | Lage                                               | Datierung | Beschreibung                             | ID |
| --------------------------------------- | ---------------------------------- | -------------------------------------------------- | --------- | ---------------------------------------- | -- |
| weitere Bilder Fotos hochladen          | Evangelische Dionysius-Kirche      | Auf der Burg o. Nr. (Karte)                        |           | mit Ausstattung; einzelnes Kulturdenkmal |    |
| BW                                      | Mauer                              | Auf der Burg o. Nr. (Karte)                        |           | einzelnes Kulturdenkmal                  |    |
| Direkt Bild zu diesem Denkmal hochladen | Kriegerehrenmal / Kriegsgrab Leder | Auf der Burg, auf dem kirchlichen Friedhof         |           | einzelnes Kulturdenkmal                  |    |
| BW                                      | Trauerhalle                        | Auf der Burg, auf dem kirchlichen Friedhof (Karte) |           | einzelnes Kulturdenkmal                  |    |
| BW                                      | Gehöft, ehemals Stöpelsmühle       | Berggartenstraße 1 (Karte)                         |           | einzelnes Kulturdenkmal                  |    |
| BW                                      | Gehöft, ehemals Stöpelsmühle       | Berggartenstraße 2 (Karte)                         |           | einzelnes Kulturdenkmal                  |    |
| BW                                      | Wohnhaus                           | Hauptstraße 21 (Karte)                             |           | einzelnes Kulturdenkmal                  |    |
| BW                                      | Portal                             | Hauptstraße 21 (Karte)                             |           | einzelnes Kulturdenkmal                  |    |
| BW                                      | Wohnhaus                           | Hauptstraße 23 (Karte)                             |           | einzelnes Kulturdenkmal                  |    |
| Fotos hochladen                         | Wohnhaus                           | Hauptstraße 34 (Karte)                             |           | einzelnes Kulturdenkmal                  |    |
| BW                                      | Gasthaus                           | Hauptstraße 34a (Karte)                            |           | einzelnes Kulturdenkmal                  |    |
| BW                                      | Gehöft                             | Hauptstraße 36a (Karte)                            |           | einzelnes Kulturdenkmal                  |    |
| BW                                      | Wohnhaus                           | Hauptstraße 45 (Karte)                             |           | einzelnes Kulturdenkmal                  |    |
| BW                                      | Tor und Portal                     | Hauptstraße 45 (Karte)                             |           | einzelnes Kulturdenkmal                  |    |
| BW                                      | Gehöft ehemals Stöpelsmühle        | Mühlgarten 6 (Karte)                               |           | einzelnes Kulturdenkmal                  |    |
| BW                                      | Gehöft                             | Walterslebener Straße 1 (Karte)                    |           | einzelnes Kulturdenkmal                  |    |

## Liste der Kulturdenkmale in Rhoda
| Bild                                    | Bezeichnung                          | Lage                          | Datierung | Beschreibung                             | ID |
| --------------------------------------- | ------------------------------------ | ----------------------------- | --------- | ---------------------------------------- | -- |
| weitere Bilder Fotos hochladen          | Evangelische Kirche zum guten Hirten | Hubertusstraße o. Nr. (Karte) |           | mit Ausstattung; einzelnes Kulturdenkmal |    |
| BW                                      | Einfriedung                          | Hubertusstraße o. Nr. (Karte) |           | einzelnes Kulturdenkmal                  |    |
| BW                                      | Kapelle                              | Hubertusstraße o. Nr. (Karte) |           | einzelnes Kulturdenkmal                  |    |
| Direkt Bild zu diesem Denkmal hochladen | Grabmal                              | Hubertusstraße                |           | einzelnes Kulturdenkmal                  |    |
| BW                                      | Scheune                              | Hubertusstraße 22 (Karte)     |           | einzelnes Kulturdenkmal                  |    |
| BW                                      | Scheune                              | Hubertusstraße 37 (Karte)     |           | einzelnes Kulturdenkmal                  |    |
| BW                                      | Wohnhaus                             | Hubertusstraße 38 (Karte)     |           | einzelnes Kulturdenkmal                  |    |
| BW                                      | Portal                               | Hubertusstraße 38 (Karte)     |           | einzelnes Kulturdenkmal                  |    |
| BW                                      | Tor                                  | Hubertusstraße 40 (Karte)     |           | einzelnes Kulturdenkmal                  |    |
| BW                                      | Wohnhaus                             | Hubertusstraße 41 (Karte)     |           | Wohnhaus                                 |    |
| BW                                      | Wohnhaus                             | Hubertusstraße 50 (Karte)     |           | einzelnes Kulturdenkmal                  |    |
| BW                                      | Einfriedung                          | Hubertusstraße 50 (Karte)     |           | einzelnes Kulturdenkmal                  |    |
| BW                                      | Wohnhaus                             | Hubertusstraße 52 (Karte)     |           | einzelnes Kulturdenkmal                  |    |
| BW                                      | Einfriedung                          | Hubertusstraße 52 (Karte)     |           | einzelnes Kulturdenkmal                  |    |

## Ehemalige Kulturdenkmale in Möbisburg-Rhoda
| Bild                                    | Bezeichnung                     | Lage                                 | Datierung | Beschreibung                                                                                          | ID |
| --------------------------------------- | ------------------------------- | ------------------------------------ | --------- | --- | -- |
| Direkt Bild zu diesem Denkmal hochladen | Eiskeller                       | Möbisburg, Hauptstraße 12            |           | einzelnes Kulturdenkmal                                                                               |    |
| BW                                      | Wohnhaus                        | Möbisburg, Hubertusstraße 29 (Karte) |           | einzelnes Kulturdenkmal                                                                               |    |
| BW                                      | Wohnhaus ehemals „Villa Silber“ | Rhoda, Am Silberblick 7 (Karte)      |           | einzelnes Kulturdenkmal; durch Neubau ersetzt; mit Sand Mai 2025 noch in der Denkmalliste verzeichnet |    |